# Bolsa de Amán
La Bolsa de valores de Ammán, en inglés Amman Stock Exchange (ASE) es un mercado bursátil de capital privado de Jordania. Se le llama "Ammán" según la capital del país, Amán.

## Historia
La ASE se estableció en marzo de 1999 como una institución privada y sin ánimo de lucro con autonomía administrativa y financiera. Está autorizado a funcionar como mercado para la negociación de securities. La bolsa está gobernada por una asamblea con siete miembros. El director ejecutivo está al tanto de las responsabilidades del día a día y mantiene informada a la asamblea. Los miembros de la ASE son las 69 empresas de brokers de Jordania.

## Operaciones
La ASE opera en el mercado de bonos y en el de valores. La bolsa de valores está dividida en un mercado primario y otro secundario. El intercambio tiene lugar en la sesión previa, de 9:30h a 10:00h, en la sesión normal, de 10:00h al mediodía y en el mercado posterior de mediodía a las 12:15h, de domingo a jueves, salvo los días festivos. Los índices bursátiles de la ASE incluyen el índice ASE no ponderado, el índice ponderado por capitalización de mercado ASE y el índice ASE flotante.